# Neophlepsius bifidus
Neophlepsius bifidus är en insektsart som beskrevs av Keti Maria Rocha Zanol 1998. Neophlepsius bifidus ingår i släktet Neophlepsius och familjen dvärgstritar. Inga underarter finns listade i Catalogue of Life.